# Albert André
Albert André (24 de mayo de 1869 - 11 de julio de 1954) fue un pintor figurativo postimpresionista francés. Produjo retratos de Pierre-Auguste Renoir, su amigo más cercano, y de Claude Monet.

## Biografía
Nacido en Lyon, inicialmente se formó allí para el diseño de patrones para las manufacturas de seda. En 1889 se mudó a París para inscribirse en la Académie Julian. Allí conoció a Paul Ranson, Louis Valtat y Georges d'Espagnat. También se asoció con el grupo conocido como Les Nabis, que incluía a Bonnard, Vuillard, Denis, Vallotton, Marquet y Signac. 
En 1894, exhibió cinco pinturas en el Salón de los Independientes, donde llamó la atención de Renoir. A pesar de su diferencia de edad, los unió una amistad muy sólida hasta la muerte de Renoir en 1919, que proporcionó a André una orientación de mucho criterio en su carrera. A través del marchante de arte de Renoir, Paul Durand-Ruel, André pudo vender muchas de sus pinturas en los Estados Unidos, donde Durand-Ruel estaba muy bien posicionado. Entre 1895 y 1901, expuso en el Salon des Cent, el Salon des Indépendants, la Exposition d'Art Nouveau, el Salon d'Automne y, en 1904, en el Salon de la Libre Esthétique en Bruselas.  En 1912, Durand-Ruel le consiguió a André exhibir su obra en Nueva York y en 1913 fue seleccionado para celebrar el vigésimo aniversario de la Libre Esthétique en Bruselas, mostrando obras sobre temas del sur de Francia.  Más tarde exhibiría sus obras muchas veces en Nueva York, como en 1930. 
Desmovilizado de la Primera Guerra Mundial en 1917, se mudó a Marsella y luego a la aldea de Laudun en el Gard, donde había ido de vacaciones desde su infancia, ya que su familia era propietaria de una casa junto con un pequeño viñedo. Después se convirtió en conservador del museo de arte de Bagnols-sur-Cèze, donde permaneció hasta su muerte.  En 1919, produjo una monografía, "Renoir", considerada como "uno de los relatos contemporáneos más precisos de la obra del artista", y en 1921, organizó una retrospectiva de la obra de Renoir en la Galería de Durand-Ruel.  También estuvo muy cerca del crítico de arte George Besson, que fue su amigo desde 1910. En 1971, Besson decidió ofrecer su colección de arte a la nación, legando a los museos de Besançon y Bagnols-sur-Cèze, donde el museo ahora se llama Musée Albert-André. 

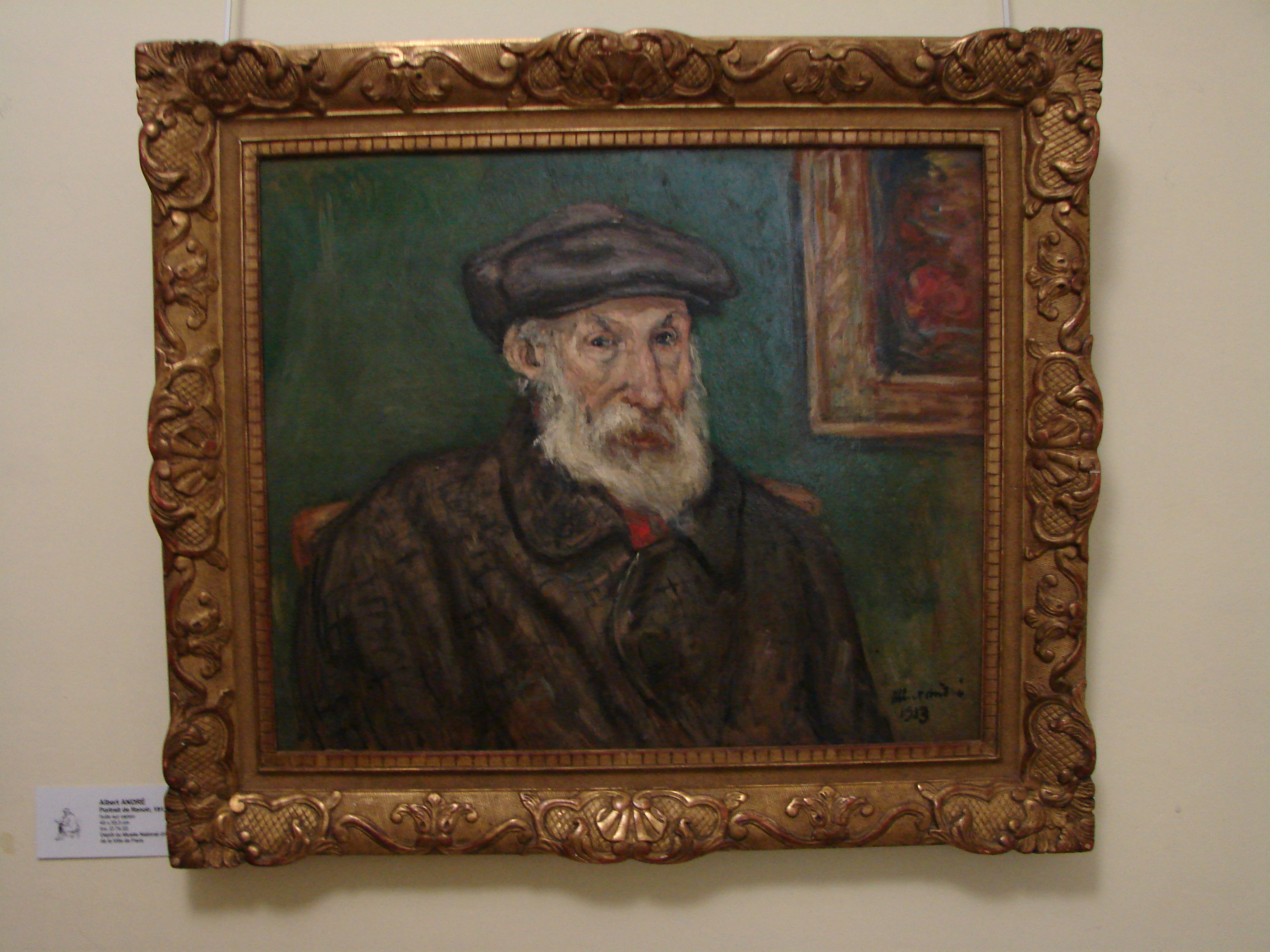
Retrato de Renoir por Albert André (1913)

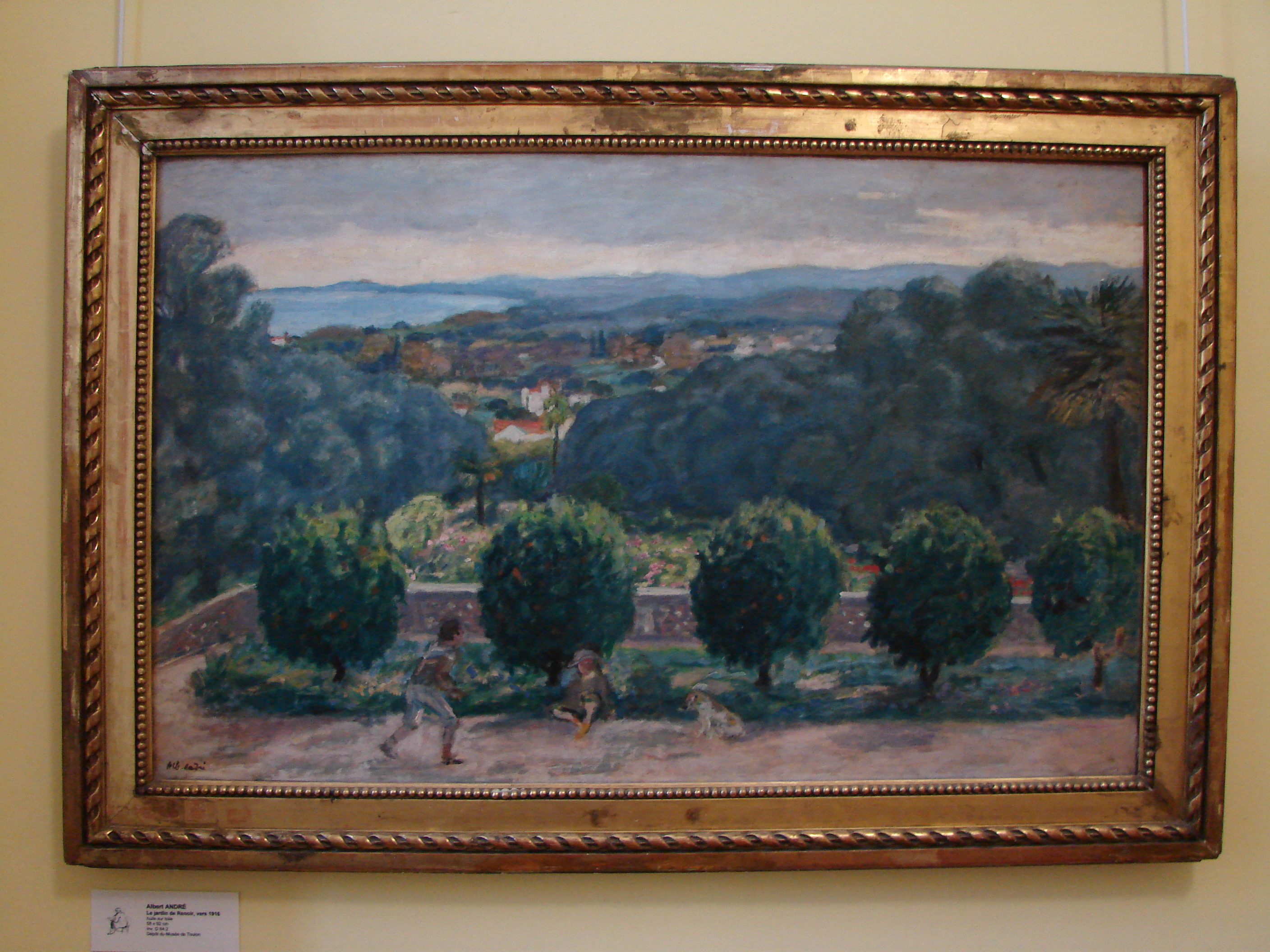
Albert André: el jardín de Renoir en Cagnes-sur-Mer

André murió el 11 de julio de 1954 a los 85 años, poco antes de que sus obras se exhibieran en el Museo de Aviñón. Después de su muerte, en 1955, el Salon d'Automne organizó una retrospectiva de sus obras. Hoy día, muchas de sus pinturas se encuentran en los principales museos del mundo, como el Museo de Arte Moderno de Nueva York, el Instituto de Arte de Chicago, los museos de Filadelfia y Washington D. C., el Museo de Orsay de París, la Galería Rienzo y el Museo Albert -André en Francia.